# Улица Сяйво
Улица Сяйво — улица в Зализничном районе Львова на Левандовке. Идёт от Городоцкой до Повитряной улицы.

## Название
До 1981 года две части улицы (от улицы Городоцкой до перекрестка с улицами Широкой и Левандовской и от этого перекрестка до улицы Повитряной) существовали отдельно.
Часть улицы от Городоцкой до перекрестка с улицами Широкой и Левандовской
- Грюнвальдская, в честь Грюнвальдской битвы (1410) — вероятно, с 1927
- Городская — вероятно, с 1928
- Вестринг ІІ (в переводе — «Западная друга») — с 1943
- Городская — с июля 1944

Современное название — «Сяйво» — с 1963 года
Часть улицы от перекрестка с Широкой и Левандовской к улице Повитряной
- Белогорская боковая — вероятно, с 1930
- Кулаковского — в честь погибшего участника украинских-польской войны 1918—1919 годов — с 1938
- Кленовая — с 1950